# Operator położenia
Operator położenia – w mechanice kwantowej obserwabla opisująca położenie obiektu kwantowego. Przejście od położenia do operatora położenia jest nazywane pierwszym kwantowaniem.

## Notacja Diraca
W notacji Diraca wektor własny operatora położenia {\displaystyle \mathbf {x} } z wartością własną {\displaystyle x} oznacza się {\displaystyle |x\rangle ,} czyli
{\displaystyle \mathbf {x} |x\rangle =x|x\rangle .}
Stąd działanie operatora położenia na dowolny stan możemy zapisać jako
{\displaystyle \mathbf {x} |\psi \rangle =\int \limits _{-\infty }^{\infty }dx'\mathbf {x} |x'\rangle \langle x'|\psi \rangle =\int \limits _{-\infty }^{\infty }dx'x'\psi (x')|x'\rangle ,}
gdzie {\displaystyle \psi (x')=\langle x'|\psi \rangle } jest funkcją falową stanu {\displaystyle |\psi \rangle } w reprezentacji położeniowej.

## Reprezentacja położeniowa i pędowa
Z powyższego wzoru otrzymujemy, że działanie operatora składowej {\displaystyle i} położenia {\displaystyle {\hat {x}}_{i}} w reprezentacji położeniowej odpowiada po prostu mnożeniu funkcji falowej przez {\displaystyle x_{i}.} Natomiast w reprezentacji pędowej operator składowej {\displaystyle i} położenia ma postać
{\displaystyle {\hat {x}}_{i}=i\hbar {\frac {\partial }{\partial {p_{i}}}}}
Wektorowy operator położenia ma postać:
{\displaystyle {\bar {x}}=i\hbar {\overline {\nabla }}_{p}}
gdzie {\displaystyle {\overline {\nabla }}} nazywany jest operatorem nabla (gradientu).

## Relacja komutacyjna operatorów położenia i pędu
Ważną cechą kwantowego operatora położenia jest to, że nie komutuje on z operatorem pędu. Operatory te spełniają relację komutacyjną
{\displaystyle [x_{i},p_{j}]=i\hbar \delta _{ij}.}
Powyższa zależność jest matematycznym zapisem zasady nieoznaczoności.